# Scopula relictata
Scopula relictata là một loài bướm đêm trong họ Geometridae.